# Lomuwatka
Lomuwatka (ukrainisch Ломуватка; russisch Ломоватка/Lomowatka) ist eine Siedlung städtischen Typs im Westen der ukrainischen Oblast Luhansk mit etwa 900 Einwohnern.
Der Ort gehört administrativ zur Stadtgemeinde der 9 Kilometer nordöstlich liegenden Stadt Brjanka und gehört hier zur Siedlungsratsgemeinde von Juschna Lomuwatka (3 Kilometer südwestlich), die Oblasthauptstadt Luhansk befindet sich 56 Kilometer östlich des Ortes, durch den Ort fließt der Fluss Lomuwatka (Ломуватка).
Der Ort entstand als Bahnhofssiedlung Ende des 19. Jahrhunderts (als Teil von Hanniwka) und wurde 1953 nach der Errichtung einer Kohlenzeche selbständig. 1963 wurde Lomuwatka schließlich zur Siedlung städtischen Typs erhoben, seit Sommer 2014 ist der Ort im Verlauf des Ukrainekrieges durch Separatisten der Volksrepublik Lugansk besetzt.

## Verwaltungsgliederung
Am 12. Juni 2020 wurde die Siedlung ein Teil der neugegründeten Stadtgemeinde Kadijiwka, bis war die Siedlung ein Teil der Siedlungsratsgemeinde Juschna Lomuwatka als Teil der Stadtratsgemeinde Brjanka direkt unter Oblastverwaltung stehend.
Am 17. Juli 2020 wurde der Ort ein Teil des Rajons Altschewsk.